# Kolibry
Kolibry (Trochilinae) – podrodzina ptaków z rodziny kolibrowatych (Trochilidae). 

## Występowanie
Podrodzina obejmuje gatunki występujące w Ameryce.

## Systematyka
Do podrodziny należą następujące plemiona:
- Trochilini Vigors, 1825
- Lampornithini Jardine, 1833
- Mellisugini G.R. Gray, 1848